# بناء صفر الطاقة

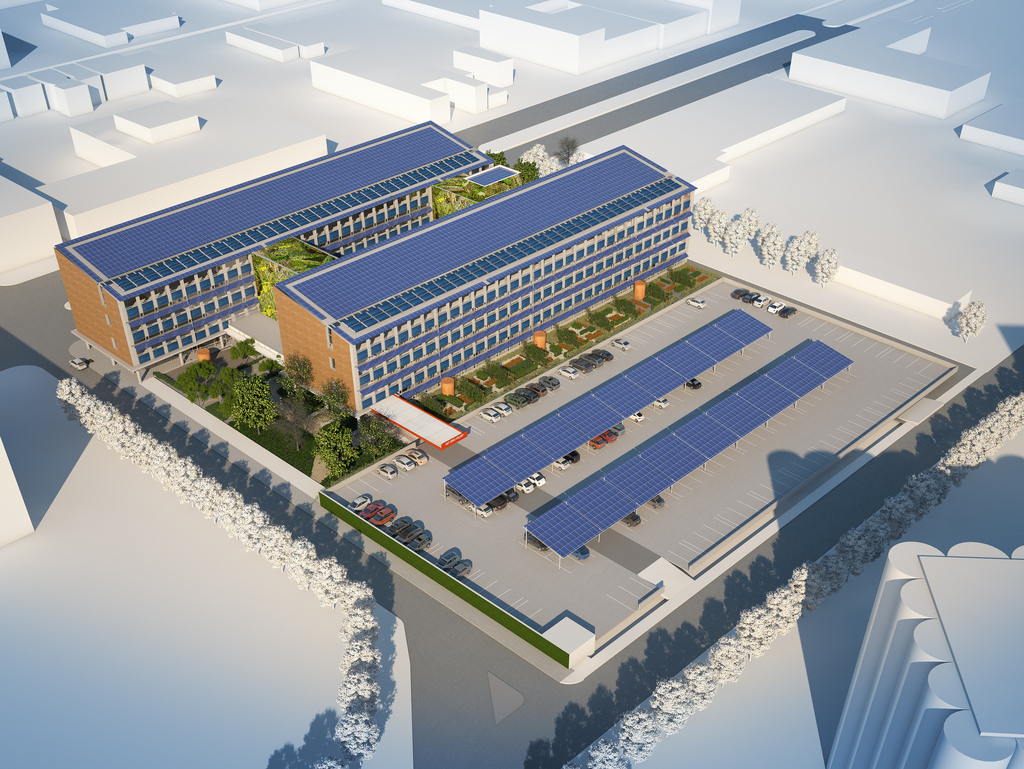
نموذج لساحة مبنى منخفص الطاقة في سانت لويس، ميزوري.

بناء صفر الطاقة أو بناء منخفض الطاقة (بالإنجليزية: Zero-energy building) هو مصطلح عام لوصف المباني التي تستخدم محصلة من استهلاك الطاقة وانبعاثات الكربون سنويا مقدارها صفر. ويمكن استخدام المباني ذات صفر الطاقة ذاتيا وبشكل مستقل عن شبكة إمدادات الطاقة الكهربائية، حيث أنها تقوم بتوليد الطاقة الكهربائية في موقع البناء مباشرة
يكتسب مبدأ محصلة الاستهلاك صفر الطاقة ZNE قدرا كبيرا من الاهتمام في الوقت الحالي. حيث تعد الطاقة المتجددة وسيلة لخفض انبعاثات الغازات المسببة للاحتباس الحراري. الاستخدام التقليدي للبناء يستهلك 40 ٪ من مجموع الطاقة الأحفورية في الولايات المتحدة والاتحاد الأوروبي.

## نظرة عامة
تستهلك المباني النموذجية المطابقة للقواعد 40% من إجمالي طاقة الوقود الأحفوري في الولايات المتحدة والاتحاد الأوروبي، كما أنها تساهم بشكل كبير في غازات الاحتباس الحراري. بدأ تنفيذ مبدأ تحييد الكربون في الكثير من المباني لمكافحة مثل هذا الاستخدام المرتفع للطاقة، ويُنظر إليه على أنه وسيلة لتقليل انبعاثات الكربون وتقليل الاعتماد على الوقود الأحفوري. على الرغم من بقاء المباني معدومة الطاقة محدودة- حتى في البلدان المتقدمة- لمنها تحظى بأهمية وشعبية.
تستخدم معظم المباني معدومة الطاقة الشبكة الكهربائية لتخزين الطاقة ولكن بعضها مستقل عن الشبكة، ويشتمل بعضها على مخزن للطاقة في الموقع. تسمى المباني «مباني الطاقة الإضافية» أو في بعض الحالات «منازل منخفضة الطاقة». تنتج هذه المباني الطاقة في الموقع باستخدام التكنولوجيا المتجددة مثل الطاقة الشمسية وطاقة الرياح، مع تقليل الاستخدام العام للطاقة من خلال الإضاءة عالية الكفاءة وتقنيات التدفئة والتهوية وتكييف الهواء (إتش في إيه سي). أصبح هدف الطاقة الصفرية أكثر عملية مع انخفاض تكاليف تقنيات الطاقة البديلة وزيادة تكاليف الوقود الأحفوري التقليدي.
أصبح تطوير المباني الحديثة معدومة الطاقة ممكنًا إلى حد كبير من خلال التقدم المحرز في تكنولوجيا الطاقة الجديدة والبناء وتقنياتهما. تشمل تلك عزل الرغوة بالرش العازلة للغاية، والألواح الشمسية عالية الكفاءة، والمضخات الحرارية عالية الكفاءة والنوافذ ثلاثية ورباعية الزجاج عالية العزل وذات الانبعاثات المنخفضة. طُورت هذه الابتكارات بشكل كبير من خلال البحث الأكاديمي، الذي يجمع بيانات دقيقة عن أداء الطاقة في المباني التقليدية والتجريبية، ويوفر معايير أداء لنماذج الحاسوب المتقدمة للتنبؤ بفعالية التصميمات الهندسية.
يمكن أن تكون المباني معدومة الطاقة جزءًا من شبكة ذكية. تشمل مزايا هذه المباني:
- دمج مصادر الطاقة المتجددة.
- دمج السيارات الكهربائية المسماة سيارات بالشبكة.
- تنفيذ مفاهيم الطاقة الصفرية.

على الرغم من انطباق مفهوم الصفرية الصافية على مجموعة واسعة من الموارد والمياه والنفايات، إلا أن الطاقة تكون عادةً المورد الأول المستهدف للأسباب التالية:
- الثمن المرتفع للطاقة، وخاصة الكهرباء ووقود التدفئة مثل الغاز الطبيعي أو زيت التدفئة، كما أن تقليل استخدام الطاقة يوفر أموال مالك المبنى. تعتبر المياه والنفايات في المقابل غير مكلفة بالنسبة لمالك المبنى الفردي.
- للطاقة، وخاصة الكهرباء ووقود التدفئة، بصمة كربونية عالية، وبالتالي فإن تقليل استخدام الطاقة وسيلة رئيسية لتقليل البصمة الكربونية للمبنى.
- توافر وسائل راسخة للحد بشكل كبير من استخدام الطاقة والبصمة الكربونية للمباني. تشمل هذه الوسائل: إضافة العزل، واستخدام المضخات الحرارية بدلًا من الأفران، واستخدام نوافذ ثلاثية أو رباعية الزجاج وذات انبعاثية منخفضة، وإضافة الألواح الشمسية إلى الأسطح.[5]
- توافر إعانات حكومية وإعفاءات ضريبية في بعض البلدان، لتركيب المضخات الحرارية، والألواح الشمسية، والنوافذ ثلاثية أو الرباعية الزجاج، والعزل، مما يقلل بشكل كبير من تكلفة الوصول إلى مبنى معدوم الطاقة بالنسبة لمالك المبنى.

### الاستفادة من المباني معدومة الطاقة في التأثير على المناخ
يساهم إدخال المباني معدومة الطاقة بجعل المباني أكثر كفاءة في استخدام الطاقة، ويقلل من معدل انبعاثات الكربون بمجرد أن يصبح هذا المبنى فعالًا، ومع ذلك، هناك تلوث ملحوظ بالكربون المجسد في المبنى. الكربون المجسد هو الكربون المنبعث في صنع مواد المبنى ونقلها، وفي بناء المبنى نفسه، فهي مسؤولة عن 11% من انبعاثات غازات الدفيئة العالمية و28% من انبعاثات قطاع البناء العالمي.
تزداد أهمية الكربون المجسد، في الوقت الذي يصبح فيه مسؤولًا عن الجزء الأكبر من انبعاثات الكربون في المبنى. ارتفع الكربون المجسد في بعض المباني الحديثة ذات الكفاءة في استخدام الطاقة، إلى 47% من انبعاثات المبنى طيلة وجوده. التركيز على الكربون المجسد هو جزء من الاستفادة من البناء في التأثير على المناخ، وتتطلب انبعاثات الكربون الصفرية اعتبارات مختلفة قليلًا عن التحسين فقط من أجل كفاءة الطاقة.
وجدت دراسة أجريت عام 2019 أن تقليل انبعاثات الكربون الأولية والتحول إلى الطاقة النظيفة أو المتجددة بين عامي 2020 و2030، أكثر أهمية من زيادة كفاءة البناء لأن «بناء مبنى عالي الكفاءة في استخدام الطاقة يمكن أن ينتج في الواقع غازات دفيئة أكثر من ذلك المطابق للقواعد، إذا ما استُخدمت مواد ذات كثافة عالية بالكربون». ذكرت الدراسة أنه «يجب على صانعي السياسات والمنظمين أن يهدفوا إلى إنشاء مباني خالية من الكربون، وليس مباني خالية من الطاقة نظرًا لأن قوانين الطاقة الصفرية الصافية لن تقلل الانبعاثات بشكل كبير في الوقت المناسب».
تتمثل إحدى طرق تقليل الكربون المجسد في استخدام مواد منخفضة الكربون للبناء مثل القش أو الخشب أو المشمع أو خشب الأرز. توجد خيارات لتقليل الانبعاثات المجسدة بما يخص المواد مثل الاسمنت والصلب، ومع ذلك، فمن غير المرجح أن تكون متاحة على نطاق واسع على المدى القصير.
توصلوا إلى أن نقطة التصميم المثلى للحد من غازات الاحتباس الحراري تجسدت في المباني ذات الأربع طوابق من مواد منخفضة الكربون والمخصصة للعائلات المتعددة، مثل تلك المذكورة أعلاه، والتي يمكن أن تكون نموذجًا للهياكل منخفضة الكربون.

## إنتاج الطاقة أكثر من استهلاكها
أصبحت رؤية منزل ينتج الاستخدام الفاعل للطاقة ولا يضطر الذين يعيشون فيه أبدا لدفع مقابل التدفئة الخاصة بهم واقعا منذ الثمانينيات من القرن الفائت، وهو عقد ظهر فيه أول المنازل منخفضة الطاقة.
كما أجريت تجارب أيضا مع منازل تعمل دون أنواع الوقود الحجري. بيد أنه وحتى وقت قريب لم يتم تجاوز قاعدة صافي استهلاك الطاقة صفر وصافي انبعاثات ثاني أكسيد الكربون صفر سنويا. واليوم أصبح من الممكن بناء منازل تنتج بالفعل طاقة أكثر مما تستهلك، وفي الوقت نفسه تحقق أموالا لمالكها. وأساس هذا المنزل هو ما يطلق عليه الألمان اسم منزل سلبي والذي يعرفه معهد سابين ستيلفريد للمنازل السلبية في دارميشتات بأنه أي منزل تتم المحافظة فيه على درجات حرارة العيش المريح دون استخدام أي أنظمة للتدفئة أو تكييف الهواء.